# Eschershausen
Eschershausen là một đô thị trong huyện Holzminden, bang Niedersachsen, Đức. Đô thị Eschershausen có diện tích 23,87 km², dân số thời điểm ngày 31 tháng 12 năm 2006 là 3669 người. Đô thị này có cự ly khoảng 20 km về phía đông bắc của Holzminden, và 50 km về phía nam của Hanover.
Eschershausen là thủ phủ của Samtgemeinde ("đô thị tập thể") Eschershausen.